# دائرة خنيفرة
دائرة خنيفرة هي إحدى دوائر إقليم خنيفرة، التابع لجهة بني ملال خنيفرة، المملكة المغربية. تضم الدائرة 6 جماعات قروية، وبلغ عدد سكانها 47955 فرداً سنة 2004 حسب الإحصاء الرسمي للسكان والسكنى. يتبع للدائرة 24 مشيخة و149 دوار.

## التقسيمات الإداريّة
تعتبر دائرة خنيفرة إحدى الدوائر المشكّلة لإقليم خنيفرة، وهو التقسيم الإداري من المستوى الرابع المعتمد في المغرب. ينقسم إقليم خنيفرة إلى 20 جماعات قروية تختلف من حيث السكان والمساحة، والتي بدورها تنقسم إلى مشيخات تضم عدداً من الدواوير.